# استاندارد آزاد
استاندارد آزاد به استانداردی گفته می‌شود که مشخصاتش به صورت عمومی قابل دسترس است. مفهوم استانداردهای آزاد در صنعت نرم‌افزار به عنوان واکنشی در برابر استانداردهای بسته که باعث تقویت انحصار می‌شوند، ظهور کرده‌است. کاربران یک استاندارد آزاد همان چهار آزادی نرم‌افزار آزاد و آزادی برای مشارکت در فرایند توسعهٔ آن را دارند. معمولاً فرایند استانداردسازی به یک پیاده‌سازی مرجع کامل به صورت نرم‌افزار آزاد نیاز دارد که نشان می‌دهد که قابل پیاده‌سازی هست و نسخه‌هایش قابل استفاده‌اند. استاندارد آزاد قابل محدود شدن از طریق پتنت نیست.
برای مثال گروه استاندارد آزاد استانداردهایی بدون کاورتکست یا بخش‌های ثابت تحت مجوز پروانه مستندات آزاد گنو توسعه داده و منتشر کردند. پیاده‌سازی‌های مرجع و وسایل تست و بقیه به عنوان نرم‌افزار آزاد منتشر شدند.
فرایندهای مشابهی توسط افراد فعال در حوزهٔ استاندارد «باز» دنبال شده‌است. واژهٔ «باز» توسط جنبش «بازمتن» به محبوبیت رسیده تا با بازیگران قدرتمند در صنعت تعامل کند.

## مثال‌هایی از استانداردهای آزاد/باز
- Ecma International
- OASIS
- Open Geospatial Consortium
- کنسرسیوم وب جهان‌شمول

## نمونه‌هایی از نهادهای استاندارد آزاد/باز
- اکما اینترنشنال
- کنسرسیوم فضایی باز
- کنسرسیوم وب جهانی